# پارک ژوراسیک تهران

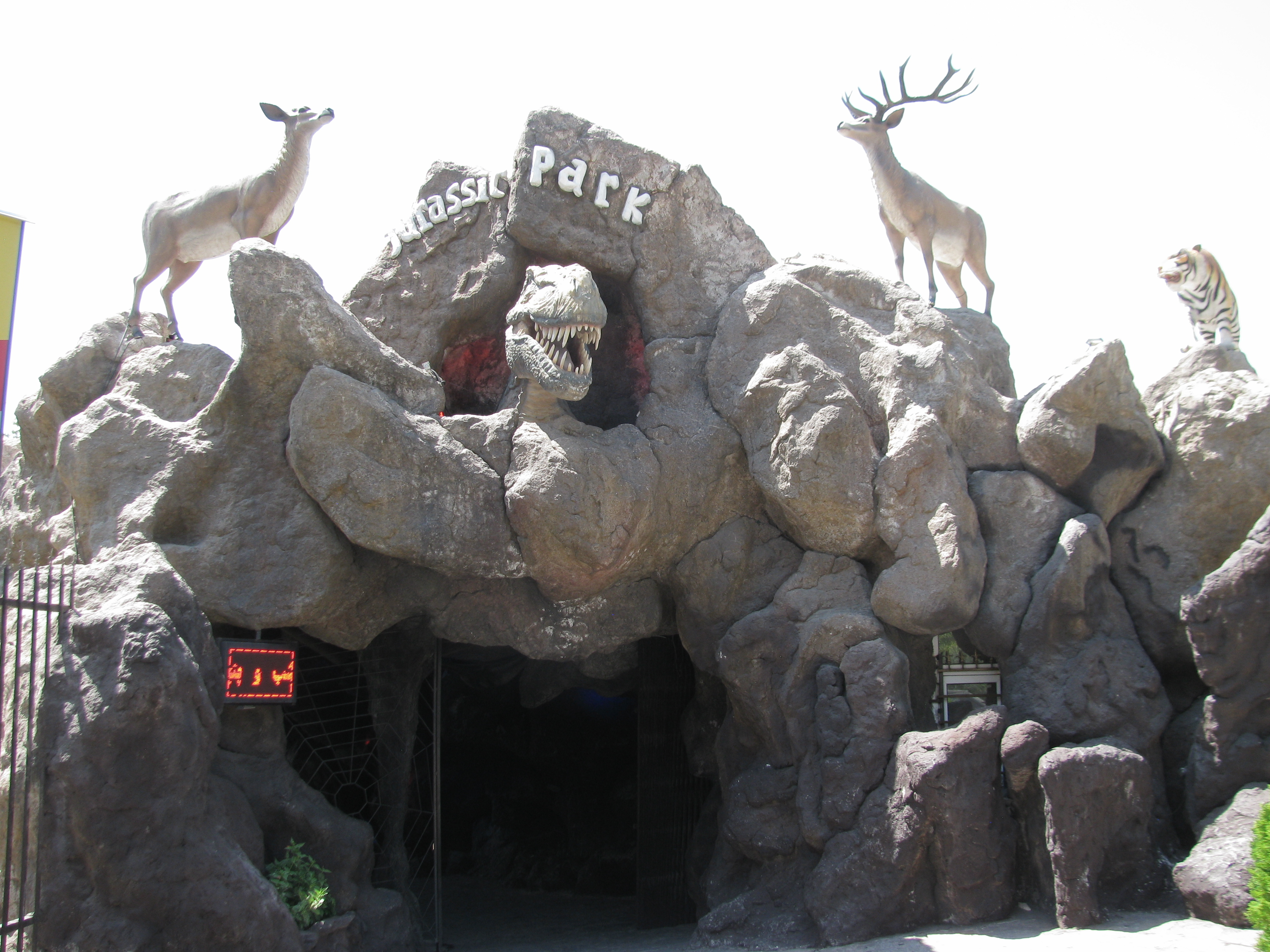
سردر ورودی پارک ژوراسیک تهران

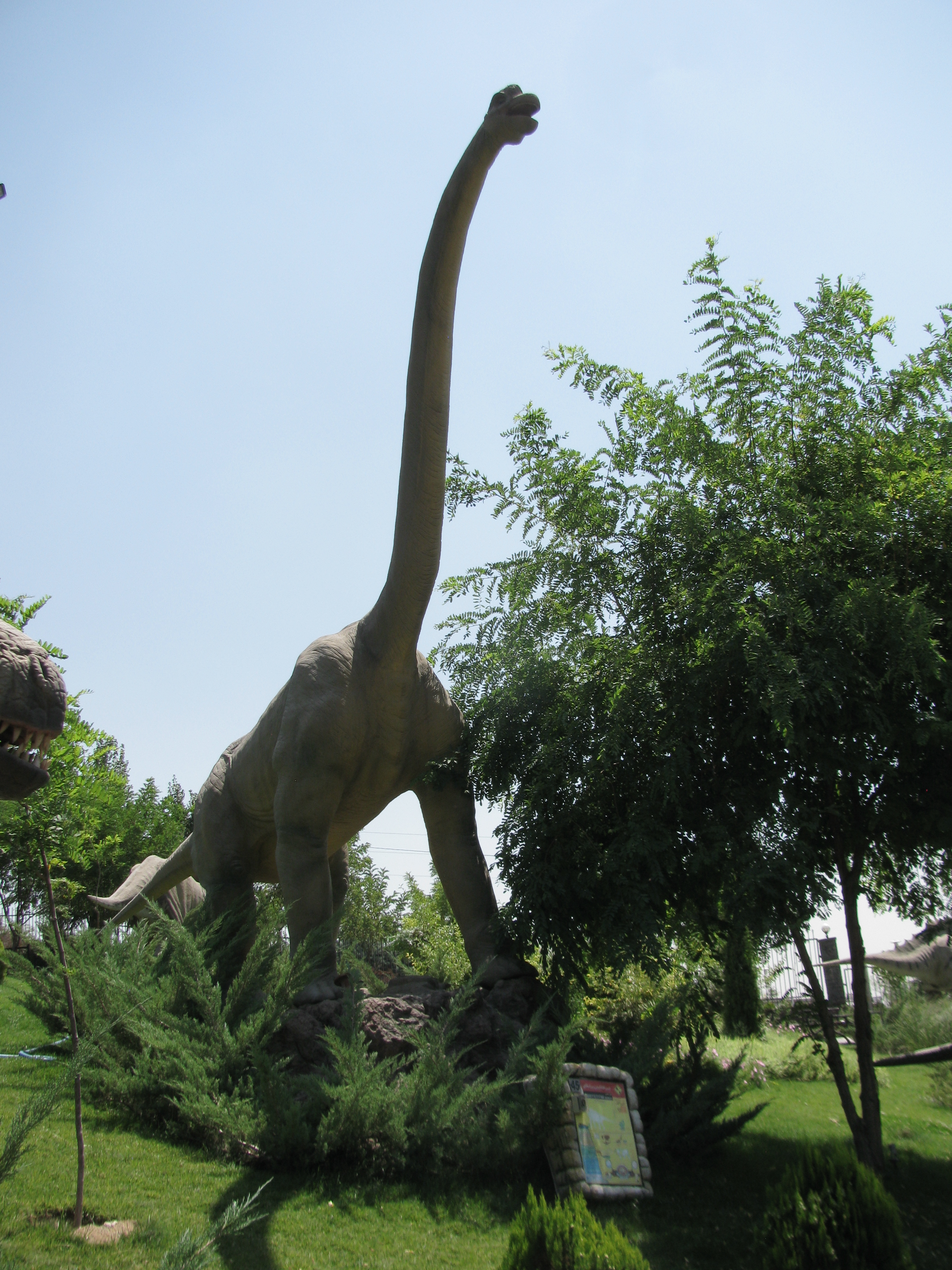
نوعی از دایناسور در پارک ژوراسیک تهران

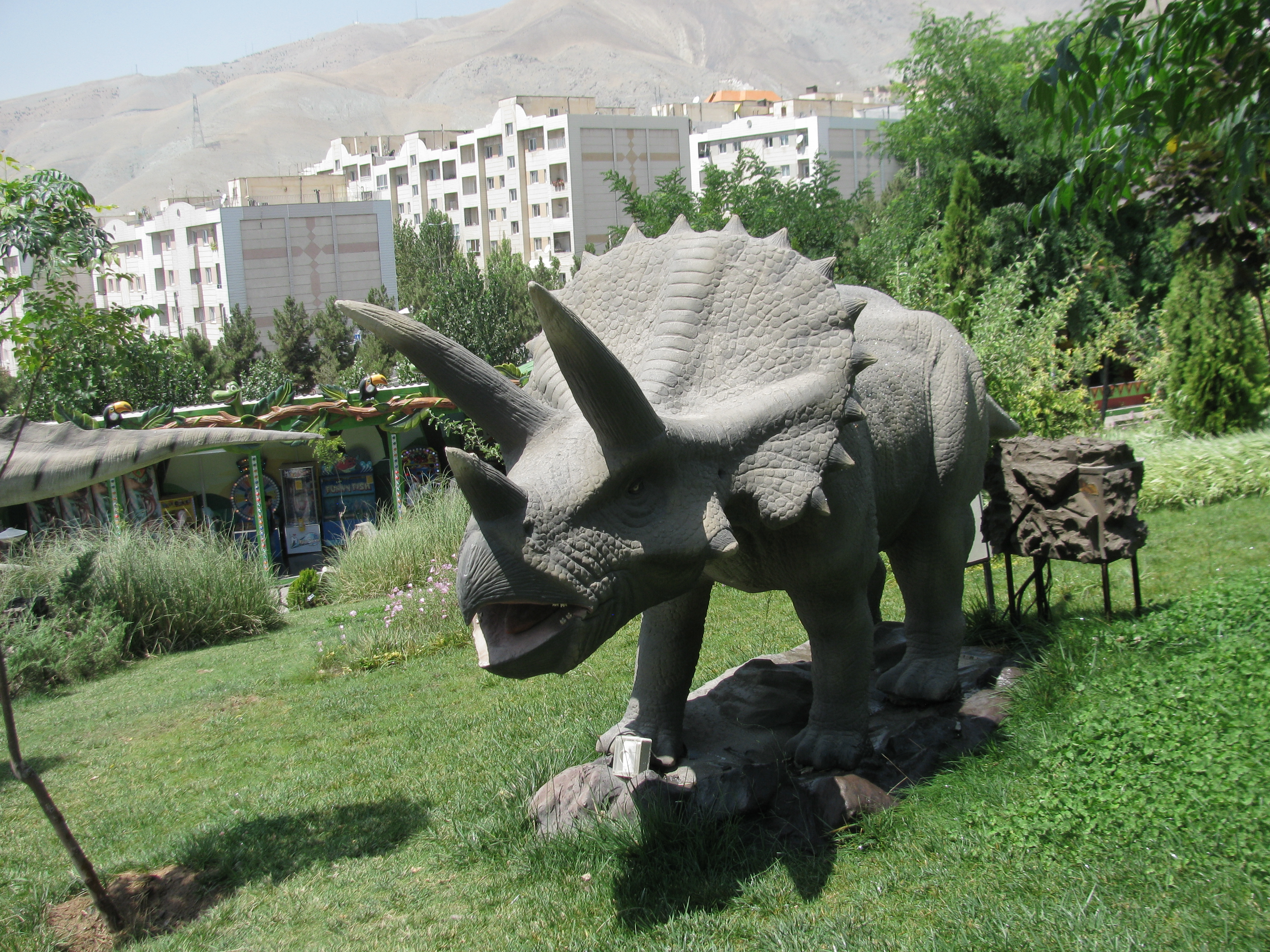
نوعی از دایناسور در پارک ژوراسیک تهران

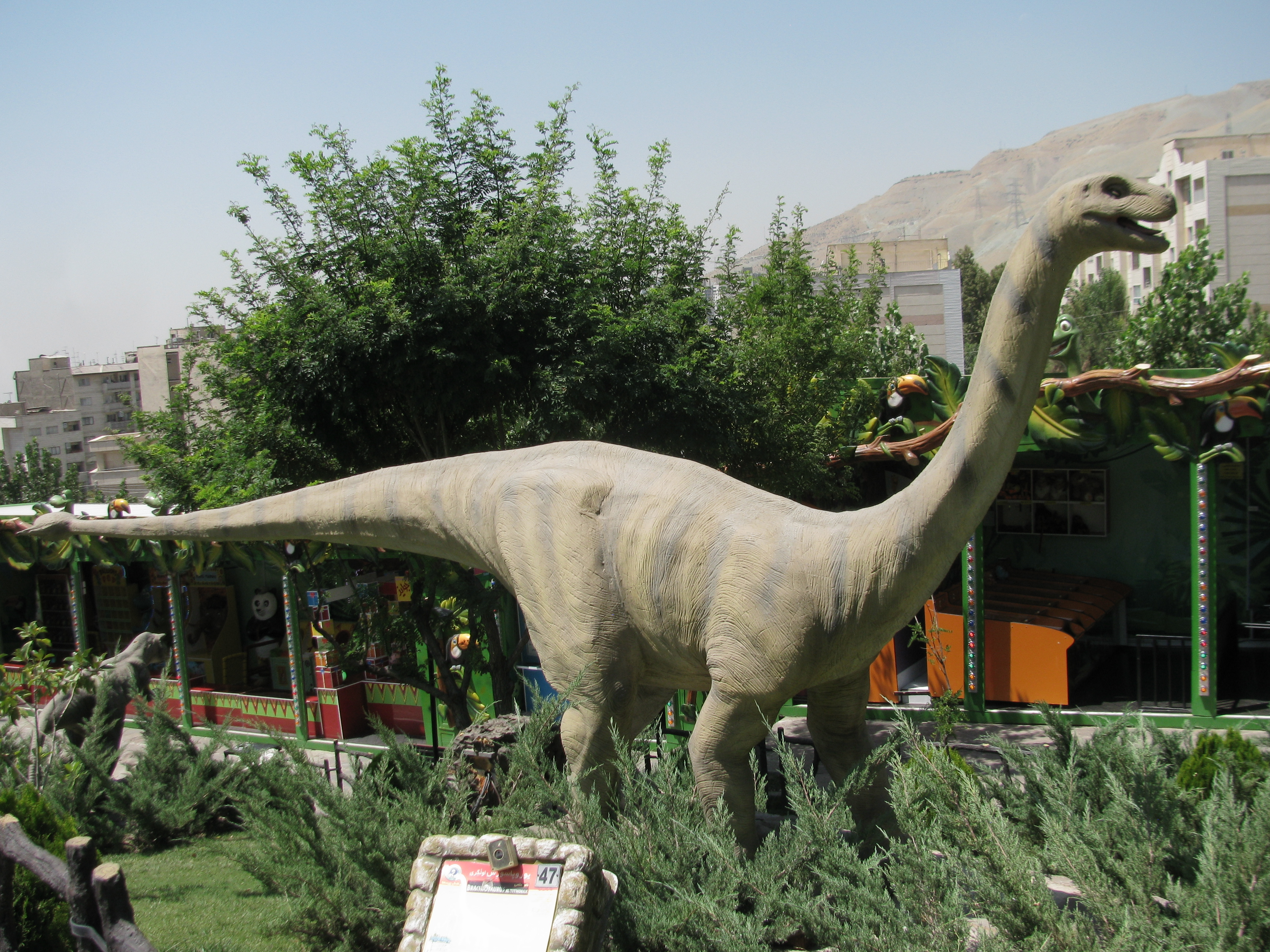
نوعی از دایناسور در پارک ژوراسیک تهران

پارک ژوراسیک  تهران یا بوستان دایناسورهای متحرک یک بوستان آموزشی، گردشگری و تفریحی در میدان بهرود سعادت آباد تهران است. این پارک با انواع مجسمه‌های دایناسورها در گونه‌های مختلف و ابعاد واقعی نخستین پارک موضوعی (تم پارک ) پایتخت به شمار می‌رود که به معرفی انواع دایناسورها به همراه نمایش مجسمه‌های متحرک دایناسورها و حیوانات همراه با صدا و جلوه‌های ویژه می‌پردازد. پارک ژوراسیک در اوایل اسفند ماه ۱۳۹۲ خورشیدی بوسیله هلندینگ گردشگری پارس گستران (ایران فان) به بهره‌برداری رسیده و هم اکنون اسپایدر پارک نیز به عنوان پارک حشرات غول پیکر به آن اضافه شده است.
مساحت کل بوستان ژوراسیک تهران ۳۰ هزار متر مربع است که در آن مجسمه متحرک 60 دایناسور و حیوانات  قرار گرفته است.
در این بوستان نام علمی، روش زندگی و خوراک دایناسورها به نمایش گذاشته شده است، این دایناسورها به شکل کاملاً طبیعی طراحی شده‌اند به طوری که قادر هستند پلک بزنند و دست و پای آنها حرکت می‌کند. همچنین یک تخم دایناسور که نوزاد دایناسور از آن بیرون می‌آید و دوباره به داخل فرو می‌رود نیز طراحی شده است علاوه بر این در ژوراسیک پارک تهران کنار هریک از دایناسورها و حیوانات، اطلاعات علمی آنها قرار گرفته است تا بازدید کنندگان علاوه بر تماشای دایناسورها و حیوانات در ابعاد نزدیک به واقعیت، با اطلاعات علمی آنها نیز آشنا شوند. این پارک شامل بلیط ورودی به مجموعه می باشد که در حقیقت با تهیه بلیط شما می توانید از 2 مجموعه ژوراسیک پارک و اسپایدر پارک دیدن فرمایید . جهت مشاهده اطلاعات بیشتر در مورد نحوه تهیه ورودی و ساعات و اطلاعات تکمیلی می توانید به وب سایت رسمی ژوراسیک پارک مراجعه نمایید . 
اصطلاح پارک ژوراسیک را نخستین بار مایکل کرایکتون پزشک و نویسنده آمریکایی در سال ۱۹۹۰ روی رمانش گذاشت و در سال ۱۹۹۳ استیون اسپیلبرگ فیلمی بر اساس همین کتاب ساخت. پس از آن فیلم در همه جای جهان در چندین شهر مهم دنیا مثل ورشو، هاوانا، لس آنجلسو کی یف، پارک موزه دایناسورها با نام «پارک ژوراسیک» ساخته شد. نخستین پارک ژوراسیک ایران نیز در سال ۱۳۹۳ در محله سعادت آباد (میدان بهرود)، انتهای بلوار پاکنژاد، میدان بهرود،شهرک بهرود ، بلوار شقایق (پایین‌تر از پارک پرواز) مورد بهره‌برداری قرار گرفت.